# Kateřinský palác
Kateřinský palác, též Jekatěrinský palác, rusky Екатерининский дворец, je rokokový palác nacházející se v ruském městě Puškin, asi 30 kilometrů jižně od Petrohradu. Bývala to letní rezidence ruských carů. Stavba letního sídla začala roku 1717, na popud manželky cara Petra Velikého Kateřiny I. Ruské. Po ní palác dodnes nese jméno, ačkoli původní stavba, z dílny německého architekta Johanna-Friedricha Braunsteina, byla nakonec téměř celá stržena a v roce 1752 začala mohutná přestavba v rokokovém stylu, kterou na přání carevny Alžběty Petrovny navrhl italský architekt Bartolomeo Rastrelli. Nová stavba byla dokončena roku 1756. V roce 1820 palác vyhořel, načež car Alexandr I. Pavlovič pověřil architekta Vasilije Stasova rekonstrukcí, která dala mnohých interiérům empírový charakter. Další velké poničení způsobily německé jednotky za druhé světové války. Teprve roku 2003 byla dokončena rekonstrukce, která paláci vrátila starou slávu. Velmi slavnou je tzv. Jantarová komnata (Jantarnaja komnata), která se na zámku nacházela od 40. let 18. století. V roce 1942 byla převezena do Německa a poté se ztratila. Od roku 2003 se v Kateřinském paláci nachází její replika.